# Thismia
Thismia — рід міко-гетеротрофних рослин родини Burmanniaceae.

## Назва
Рід названий на честь англійського мікроскопіста Томаса Сміта (Thomas Smith) і є анаграмою його імені. 

## Опис
Об'єднує близько 80 видів з мікогетеротрофною стратегією живлення. Більшість видів люди бачили всього один раз, оскільки їх важко знайти у підстилці лісів. Рослини цього роду дуже залежать як від гриба, так і від асоційованих з ним дерев, тому найменші порушення в екосистемі призводять до їхнього зникнення.

## Галерея

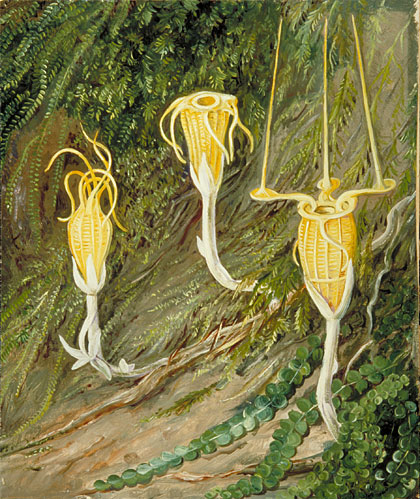
Thismia neptunis
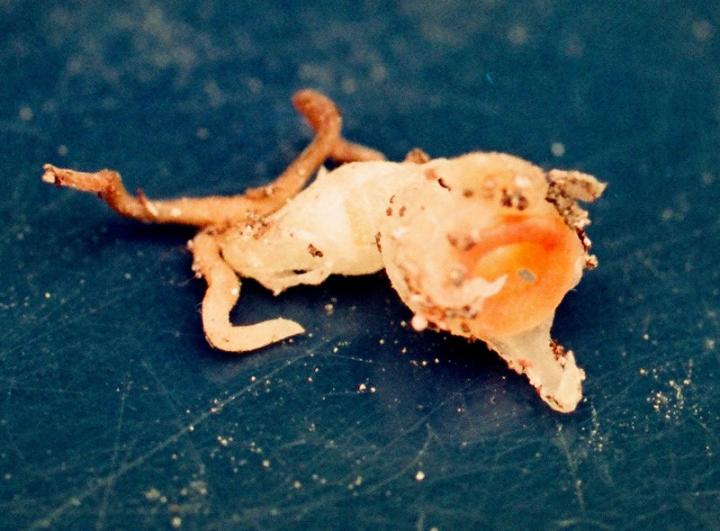
Thismia kobensis